# Mandageria
Mandageria is een geslacht van uitgestorven kwastvinnigen behorend tot de Osteolepiformes uit het Laat-Devoon van Australië.

## Fossiele vondsten
Mandageria is alleen bekend uit de Mandagery-formatie bij Canowindra in de Australische deelstaat New South Wales. In deze afzettingen zijn vijftien fossielen van dit dier gevonden. Tijdens het Laat-Frasnien was de regio van Canowindra een draslandgebied. De soort Mandageria fairfaxi werd in 1997 beschreven. De geslachtsnaam van deze kwastvinnige verwijst naar de vindplaats, terwijl de soortaanduiding is afgeleid van de filantroop James Fairfax.

## Kenmerken
Mandageria was met een lengte van honderdzestig tot honderdtachtig centimeter de grootste vis in de Mandagery-formatie. Het was een carnivoor en het toproofdier van de wateren van Canowindra in het Laat-Devoon. De lange, torpedovormige lichaam vertoont overeenkomsten met dat van de onverwante hedendaagse snoek. Vermoedelijk joeg Mandageria op een vergelijkbare wijze als snoeken en was het een behendige, vlugge jager. De grote borstvinnen stelden Mandageria in staat te manoeuvreren in het water. De schedel van Mandageria was lang en in de robuuste, krachtige kaken zaten grote tanden. Aan de achterzijde van de schedel zat een klein bot die verbonden was met de eerste wervel van de wervelkolom. Hierdoor kon Mandageria zijn kop naar boven en beneden bewegen. Dit is het eerste bewijs van een ontwikkelend nekgewricht bij kwastvinnige vissen.

## Staatsfossiel
In 2015 werd Mandageria aangeduid als het staatsfossiel van New South Wales.
Rijk: Animalia · Phylum/Afdeling: Chordata · Klasse: Sarcopterygii · Subklasse: Tetrapodomorpha · Superorde: Osteolepidida